# Liste der denkmalgeschützten Objekte in Groß-Siegharts
Die Liste der denkmalgeschützten Objekte in Groß-Siegharts enthält die 16 denkmalgeschützten, unbeweglichen Objekte der Gemeinde Groß-Siegharts.

## Denkmäler
| Foto |                 | Denkmal                                                                  | Standort                                                 | Beschreibung | Metadaten |
| ---- | --------------- | ------------------------------------------------------------------------ | -------------------------------------------------------- | --- | --- |
| ja   | Datei hochladen | Ortskapelle hll. Florian und Sebastian HERIS-ID: 5564 Objekt-ID: 1435    | gegenüber Ellends 14 Standort KG: Ellends                | Die Ortskapelle hll. Florian und Sebastian, ein faschengegliederter Spätbarockbau aus der Mitte des 18. Jahrhunderts, hat abgerundete Ecken, eine eingezogene Halbkreisapsis und Segmentbogenfenster. In der Volutengiebelfassade steht eine Nischenfigur der Maria Immaculata, darüber ein Giebelreiter mit Gesims und Zwiebelhelm. Der Betraum hat Gurt- und Scheidbögen auf Pilastern, das Vorjoch eine Empore mit Stichkappentonne und die Apsis eine Stichkappenwölbung. Im Hauptjoch ist eine flache Hängekuppel mit einem bildhaften Deckenfresko Himmelfahrt Jesu aus dem 18./19. Jahrhundert. Der spätbarocke, marmorierte Volutenaltar wurde im zweiten Viertel oder in der Mitte des 18. Jahrhunderts angefertigt. Der Altartisch ist sarkophagförmig. Am Tabernakel befindet sich eine geschnitzte Pietà-Gruppe. In Nischen der abgeschrägten Pfeiler stehen barocke Schnitzfiguren (Maria mit Kind und Christus an der Geißelsäule) aus der Mitte des 18. Jahrhunderts. Zur weiteren Ausstattung zählen eine Schnitzkonsolfigur Maria mit Kind des frühen 18. Jahrhunderts und barockes Gestühl. | BDA-Hist.: Q37843479 Status: § 2a Stand der BDA-Liste: 2025-06-30 Name: Ortskapelle hll. Florian und Sebastian GstNr.: 68                                                                             |
| ja   | Datei hochladen | Ortskapelle Fistritz HERIS-ID: 5567 Objekt-ID: 1438                      | bei Fistritz 15 Standort KG: Fistritz                    | Die am Fistritzbach gelegene Ortskapelle ist ein 1936 errichteter Bau. Ein zweiachsiger Arkadenvorbau und ein rechteckiger Turm mit Zeltdach sind ihr vorgelegt. Sie hat eine eingezogene, abgerundete Rechteckapsis. Zur Ausstattung zählen Statuen der hll. Sebastian und Florian aus der ersten Hälfte des 19. Jahrhunderts. | BDA-Hist.: Q37843643 Status: § 2a Stand der BDA-Liste: 2025-06-30 Name: Ortskapelle Fistritz GstNr.: 1026/4                                                                                           |
| ja   | Datei hochladen | Figurenbildstock HERIS-ID: 5560 Objekt-ID: 1431                          | bei Dr. Rudolf Kraus-Platz 2a Standort KG: Großsiegharts | Die am Sockel mit einer Stifterinschrift von 1754 bezeichnete Statue des hl. Johannes Nepomuk wurde nach ihrer Renovierung vom ursprünglichen Standort (Hauptplatz Nr. 5) an den südlichen Eingang des Stadtparks versetzt. | BDA-Hist.: Q37843225 Status: § 2a Stand der BDA-Liste: 2025-06-30 Name: Figurenbildstock GstNr.: 159                                                                                                  |
| ja   | Datei hochladen | Bürgerhaus HERIS-ID: 5552 Objekt-ID: 1423                                | Hauptplatz 6 Standort KG: Großsiegharts                  | Das barocke Eckhaus am Hauptplatz 5 ist an einer Kartusche über dem erneuerten Portal mit „PK 1780“ bezeichnet. | BDA-Hist.: Q37842575 Status: Bescheid Stand der BDA-Liste: 2025-06-30 Name: Bürgerhaus GstNr.: 142/1                                                                                                  |
| ja   | Datei hochladen | Wohnhaus HERIS-ID: 5553 Objekt-ID: 1424                                  | Lange Gasse 2 Standort KG: Großsiegharts                 | Das eingeschoßige, spätklassizistische Doppelhaus aus der ersten Hälfte des 19. Jahrhunderts ist in nachbarocken Formen ausgeführt. Es verfügt über geschweifte Giebel und ein aufwendiges Portal mit Vasenaufsätzen. | BDA-Hist.: Q37842629 Status: Bescheid Stand der BDA-Liste: 2025-06-30 Name: Wohnhaus GstNr.: 619/2 |
| ja   | Datei hochladen | Kaiser Joseph-Denkmal HERIS-ID: 5562 Objekt-ID: 1433                     | Raabser Straße 2, in der Nähe Standort KG: Großsiegharts | Das Denkmal zu Ehren des Kaisers Joseph II. im Stadtpark wurde 1882 zur Erinnerung an 100 Jahre Aufhebung der Leibeigenschaft errichtet. | BDA-Hist.: Q37843445 Status: § 2a Stand der BDA-Liste: 2025-06-30 Name: Kaiser Joseph-Denkmal GstNr.: 9/1                                                                                             |
| ja   | Datei hochladen | Schloss HERIS-ID: 5555 Objekt-ID: 1426                                   | Schloßplatz 1 Standort KG: Großsiegharts                 | Das auf einer Geländestufe erhöht im Osten über dem Ort gelegene Schloss ist ein unregelmäßig vierseitiger, im Kern mittelalterlicher, vielfach umgebauter Komplex, der urkundlich erstmals 1304 erwähnt wurde. Der dreigeschoßige Bau ist großteils mit Renaissancefensterstöcken aus dem späten 16. Jahrhundert ausgestattet. In der nordwestlichen Ecke ist ein Renaissancestöckl zu sehen. Daran anschließend erhebt sich ein mächtiger, quadratischer Bergfried sowie ein niedrigerer, vorspringender und querrechteckiger Torturm mit Zinnenabschlüssen. Beide Türme wurden im 16. Jahrhundert ausgebaut. Im letzteren befindet sich ein Segmentbogenportal mit Ädikularahmung aus dem 18./19. Jahrhundert. Am Südtrakt steht die nach Osten vorspringende, im Kern mittelalterliche Schlosskapelle. Von der mehrfach gebrochenen Südfront führt eine stumpfwinkelige Überleitung zu dem über einem Geländeabfall aufragenden Nordtrakt, dessen Westteil von einer Zinnenmauer gebildet wird. | BDA-Hist.: Q37842872 Status: § 2a Stand der BDA-Liste: 2025-06-30 Name: Schloss GstNr.: 1 Schloss Groß-Siegharts                                                                                      |
| ja   | Datei hochladen | Volksschule HERIS-ID: 5556 Objekt-ID: 1427                               | Schulgasse 1 Standort KG: Großsiegharts                  | Die Volksschule von Großsiegharts ist ein 1876/1877 errichteter, dreigeschoßiger, historistischer Bau. Sie hat an der Hauptfront zur Pfarrkirche Risalite und Portalaufsatzfiguren. Rückseitig am Schlossplatz erhebt sich ein secessionistischer Anbau von 1909. | BDA-Hist.: Q37842951 Status: § 2a Stand der BDA-Liste: 2025-06-30 Name: Volksschule GstNr.: 10 |
| ja   | Datei hochladen | Pfarrhof HERIS-ID: 5557 Objekt-ID: 1428                                  | Schulgasse 2 Standort KG: Großsiegharts                  | Der Pfarrhof von Groß-Siegharts ist eine schlichte Anlage, die südwestlich der Kirche eine Geländestufe überbaut. Er wurde nach Einrichtung des Vikariats 1709 errichtet. | BDA-Hist.: Q37843030 Status: § 2a Stand der BDA-Liste: 2025-06-30 Name: Pfarrhof GstNr.: 46 |
| ja   | Datei hochladen | Kath. Pfarrkirche hl. Johannes der Täufer HERIS-ID: 5549 Objekt-ID: 1420 | neben Schulgasse 1 Standort KG: Großsiegharts            | Die auf einer Geländestufe erhöht im Osten über dem Ort gelegene Pfarrkirche hl. Johannes der Täufer bildet zusammen mit dem benachbarten Schloss den Kern des Inneren Marktes. Bis 1802 war sie von einem Friedhof umgeben. Der mächtige, barocke Zentralbau mit westlicher Turmfassade ragt über einem um 1830 angelegten und 1961 versetzten Treppenaufgang. Die Kirche wurde ab 1722 durch Johann Ferdinand Graf von Mallenthein im Zuge der Entwicklung des Industrieortes Groß-Siegharts nach Plänen von Donato Felice d’Allio neu erbaut. Die Durchführung wird Martin Magauer zugeschrieben. Der Dachstuhl ist mit 1724 bezeichnet. 1726 wurde der Rohbau vollendet. Ausbau und Ausstattung verliefen nach dem wirtschaftlichen Niedergang der Region nur schleppend. Erst um 1788 war die Ausstattung vollendet. | BDA-Hist.: Q37842385 Status: § 2a Stand der BDA-Liste: 2025-06-30 Name: Kath. Pfarrkirche hl. Johannes der Täufer GstNr.: 37 Pfarrkirche Groß-Siegharts                                               |
| ja   | Datei hochladen | Pest-/Dreifaltigkeitssäule HERIS-ID: 5559 Objekt-ID: 1430                | Schulgasse 2, in der Nähe Standort KG: Großsiegharts     | Die Dreifaltigkeitssäule mit Gnadenstuhl stammt aus der ersten Hälfte des 19. Jahrhunderts und ist bezeichnet mit „MW“. Vor der Säule steht auf dem Sockel eine Figur des hl. Donatus. | BDA-Hist.: Q37843143 Status: § 2a Stand der BDA-Liste: 2025-06-30 Name: Pest-/Dreifaltigkeitssäule GstNr.: 37 Dreifaltigkeitssäule (Groß-Siegharts)                                                   |
| ja   | Datei hochladen | Pranger HERIS-ID: 5561 Objekt-ID: 1432                                   | Standort KG: Großsiegharts                               | Die Prangersäule nahe der Pfarrkirche ist mit „MS 1795“ bezeichnet und wird von einer Rolandsfigur bekrönt. Sie wurde 1928 wiederaufgestellt. | BDA-Hist.: Q37843367 Status: § 2a Stand der BDA-Liste: 2025-06-30 Name: Pranger GstNr.: 2108/3 |
| ja   | Datei hochladen | Flur-/Wegkapelle HERIS-ID: 14183 Objekt-ID: 10411                        | Loibes 21, in der Nähe Standort KG: Loibes               | Die barocke Wegkapelle gegenüber dem Kapellenhaus stammt wahrscheinlich aus der ersten Hälfte des 18. Jahrhunderts. In ihrer Segmentbogennische befinden sich die stuckierten Reliefs Gnadenstuhl, hl. Florian und hl. Johannes Nepomuk, die ursprünglich polychromiert waren. | BDA-Hist.: Q37738094 Status: § 2a Stand der BDA-Liste: 2025-06-30 Name: Flur-/Wegkapelle GstNr.: 892/1                                                                                                |
| ja   | Datei hochladen | Schloss Weinern und Park HERIS-ID: 14186 Objekt-ID: 10414                | Weinern 1 Standort KG: Weinern                           | Das auf einer leichten Anhöhe im Nordwesten des Ortes gelegene Schloss Weinern ist von einer englischen Parkanlage umgeben. Das Schloss besteht aus einem auf das 16. Jahrhundert zurückgehenden, historistisch veränderten Rechteckbau und einer anschließenden spätbarocken Dreiflügelanlage. Zur Anlage führen aus westlicher und südlicher Richtung Alleen. | BDA-Hist.: Q37738236 Status: Bescheid Stand der BDA-Liste: 2025-06-30 Name: Schloss Weinern und Park GstNr.: 1/1, 1/2, 2/1, 2/2, 2/3, 3, 4, 5, 6, 7/1, 7/2, 8, 9/1, 690/1, 690/2, 692 Schloss Weinern |
| ja   | Datei hochladen | Ortskapelle Weinern HERIS-ID: 14185 Objekt-ID: 10413                     | gegenüber Weinern 35 Standort KG: Weinern                | Die im Jahre 1911 nach einem Entwurf von Carl Steinhofer errichtete Ortskapelle von Weinern ist ein neoromanischer Rohziegelbau mit eingezogenem Fünfseitschluss und einem Fassadenturm an der Südwestecke, der von einem Giebelspitzhelm bekrönte wird. In der Giebelfassade ist als Tympanonrelief eine Halbfigur Christi zu sehen. Der Bau ist ansonsten durch strebepfeilerartige Lisenen, Rundbogenfenster und eine rheinische Dreiergruppe in der Langhausmitte gekennzeichnet. Innen befindet sich zwischen querrechteckigen, platzlgewölbten Jochen ein kreuzrippengewölbtes Mitteljoch. Zur Ausstattung zählen Glasmalereien und ein neoromanischer Ädikulaaltar mit einer Reliefdarstellung der Hl. Familie. Die Glocke wurde 1750 gegossen. | BDA-Hist.: Q37738201 Status: § 2a Stand der BDA-Liste: 2025-06-30 Name: Ortskapelle Weinern GstNr.: 845                                                                                               |
| ja   | Datei hochladen | Ortskapelle Hl. Dreifaltigkeit HERIS-ID: 14187 Objekt-ID: 10415          | neben Wienings 36 Standort KG: Wienings                  | Die auf der Schulter der Bachsenke in der südlichen Hofzeile gelegene Ortskapelle hl. Dreifaltigkeit ist ein 1756/1761 errichteter und nach Bränden 1775 und 1857 erneuerter, barocker Bau. Sie hat segmentbogige Fenster, ein umlaufendes Gesims und eine Halbkreisapsis. In der schlichten Giebelfassade ist ein leistengerahmtes Portal mit einem spätbarock gedoppelten Holztor zu sehen, sowie eine barocke Nischenfigur des hl. Florian und darüber ein Dachreiter mit Zwiebelhelm. An der Flachdecke im Innenraum gibt es über einem umlaufenden Gesims eine Stuckfeldrahmung und eine Apsiswölbung. Am Altar befindet sich eine Gnadenstuhl-Figurengruppe aus der zweiten Hälfte des 18. Jahrhunderts, darunter ein Glasschrein mit einer Schnitzfigur der Schmerzhaften Muttergottes des 18. Jahrhunderts. Der Apsisbogen wird flankiert von Nischenfiguren der hll. Sebastian und Donatus aus dem 18. Jahrhundert. Zur weiteren Ausstattung zählen eine im ersten Drittel des 18. Jahrhunderts angefertigte Schnitzfigur der Maria Immaculata, eine Hochrelieffigur der Maria mit Kind aus dem zweiten Drittel des 17. Jahrhunderts, eine Vortragestange mit bekleidetem Christuskind, Kreuzwegbilder von Franz Maierhofer aus dem Jahr 1884, eine Kirchenfahne mit Ölbildern aus dem 19. Jahrhundert sowie das Gestühl von 1864. | BDA-Hist.: Q37738274 Status: § 2a Stand der BDA-Liste: 2025-06-30 Name: Ortskapelle Hl. Dreifaltigkeit GstNr.: 89                                                                                     |